# Eleccions legislatives luxemburgueses de 2023
El 8 d'octubre de 2023 es van celebrar eleccions legislatives a Luxemburg, on es van renovar els 60 escons de la Cambra de Diputats.
El govern sortint, el segon liderat pel primer ministre Xavier Bettel, era una coalició del Partit Democràtic, el Partit Socialista dels Treballadors (LSAP) i Els Verds. Les eleccions les va tornar a guanyar el partit de Bettel, però sense majoria absoluta.

## Resultats
| Partit                                    | Partit                              | Vots      | %     | Escons  | +/– |
| ----------------------------------------- | ----------------------------------- | --------- | ----- | ------- | --- |
|                                           | Partit Popular Social Cristià       | 1,099,427 | 29.21 | 21 / 60 | =   |
|                                           | Partit Socialista dels Treballadors | 711,890   | 18.91 | 11 / 60 | 1   |
|                                           | Partit Democràtic                   | 703,833   | 18.70 | 14 / 60 | 2   |
|                                           | Alternativa Democràtica             | 348,990   | 9.27  | 5 / 60  | 1   |
|                                           | Els Verds                           | 321,895   | 8.55  | 4 / 60  | 5   |
|                                           | Partit Pirata                       | 253,554   | 6.74  | 3 / 60  | 1   |
|                                           | L'Esquerra                          | 147,839   | 3.93  | 2 / 60  | =   |
|                                           | Fokus                               | 93,839    | 2.49  | 0       | Nou |
|                                           | Liberté - Fräiheet!                 | 42,643    | 1.13  | 0       | Nou |
|                                           | Partit Comunista                    | 24,275    | 0.64  | 0       | 0   |
|                                           | Els Conservadors                    | 8,494     | 0.23  | 0       | 0   |
|                                           | Volt                                | 7,001     | 0.19  | 0       | Nou |
| Vots nuls                                 | Vots nuls                           | 10,735    | 4.29  | –       | –   |
| Vots en blanc                             | Vots en blanc                       | 7,889     | 3.16  | –       | –   |
| Total                                     | Total                               | 249,968   | 100   | 60      | –   |
| Votants registrats/participació           | Votants registrats/participació     | 286,711   | 87.18 | –       | –   |
| Font: https://elections.public.lu/en.html |                                     |           |       |         |     |